# Juan Francisco Megino López
Juan Francisco Megino López es un médico y político español. Fue el tercer alcalde de Almería de la democracia. Fue el concejal de Urbanismo de Almería (2010). Fue fundador y Presidente del Partido GIAL (Grupo Independiente por Almería).

## Trayectoria Política
Durante el tiempo en el que estuvo de alcalde con el Partido Popular (PP) en Almería se celebran los XV Juegos Mediterráneos, que impulsaron la creación de la villa de El toyo, que durante varios años estuvo sin actividad debido a la poca demanda real de vivienda allí junto con la ausencia de buenos servicios.  Durante su mandato como alcalde (1995-1999) se comienzan entre otras obras la canalización de la Rambla de Belén, que la convertiría en una importante zona comercial y de ocio que atraviesa la ciudad de norte a sur.  
En diciembre de 2002 crea el Grupo Independiente por Almería (GIAL). En las elecciones de 2003 GIAL obtiene un buen resultado en el municipio almeriense obteniendo la gestión de áreas como urbanismo, mantenimiento y medioambiente; desarrollo económico, empleo y turismo; participación ciudadana y atención social. Además consigue representación en otros 15 municipios de la provincia.
Desde 2003 hasta la actualidad y fruto de una alianza con el Partido Popular se hizo cargo del Área de Urbanismo con Luis Rogelio Rodríguez Comendador como alcalde, este último perteneciente al PP.